# Winter, Fifth Avenue

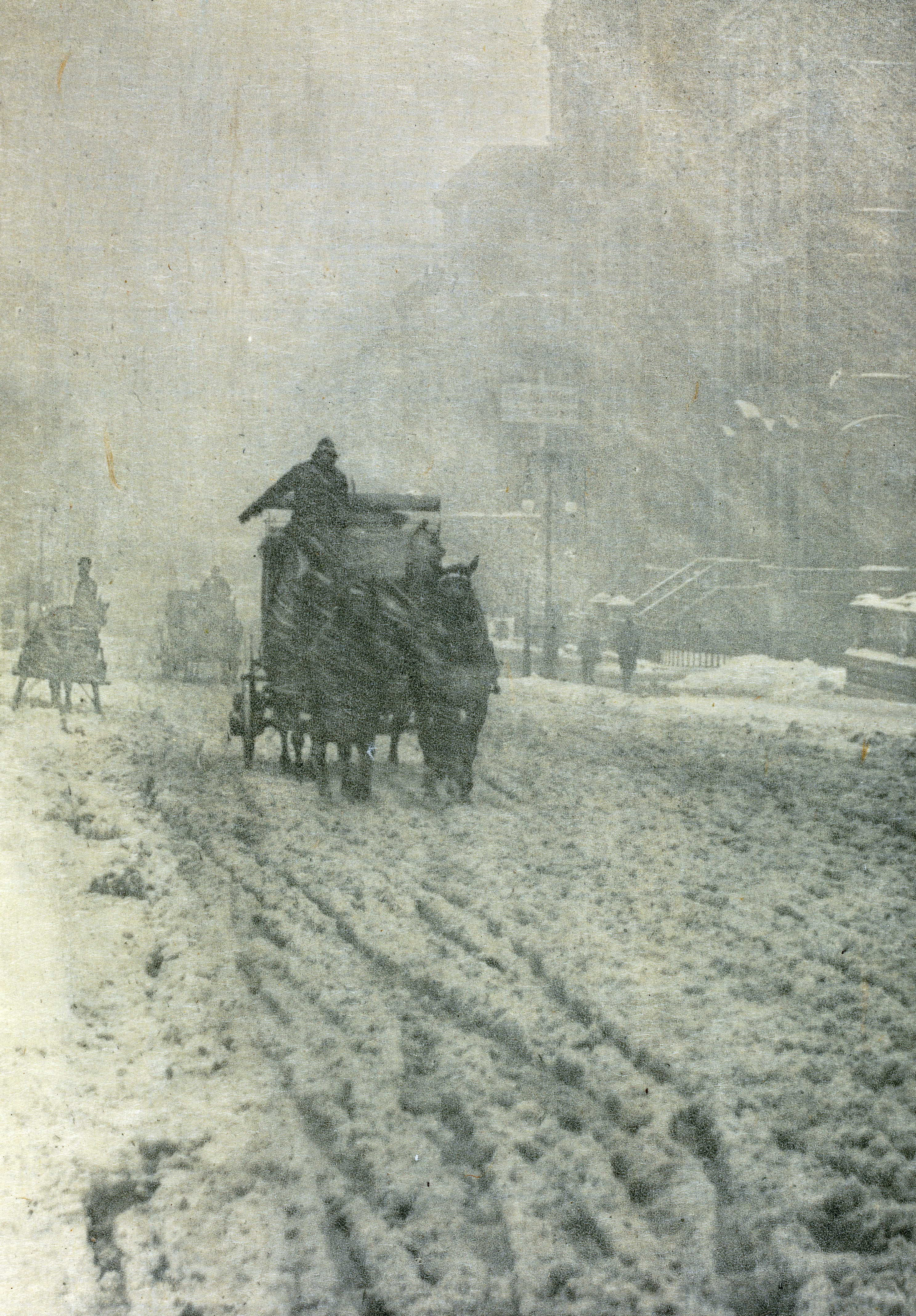
Winter – Fifth Avenue (1893) por Alfred Stieglitz

Winter, Fifth Avenue é uma foto em preto e branco tirada por Alfred Stieglitz em 1893. A foto foi tirada na esquina da Fifth Avenue com a 35th Street em Nova York. Foi uma das primeiras fotos que Stieglitz tirou com uma câmera manual mais prática depois de seu retorno da Europa.
Stieglitz escreveu mais tarde que esta foto foi o resultado de uma espera de três horas em uma tempestade de neve bastante inclemente: “Para obter fotos por meio da câmera manual, é bom escolher o seu tema, independentemente das figuras, e estudar cuidadosamente as linhas e iluminação. Depois de ter determinado sobre estes observe os números que passam e espere o momento em que tudo esteja em equilíbrio; isto é, satisfaz seus olhos. Isso geralmente significa horas de espera do paciente. Minha foto, 'Quinta Avenida, Inverno', é o resultado de uma parada de três horas durante uma violenta tempestade de neve em 22 de fevereiro de 1893, aguardando o momento adequado. Minha paciência foi devidamente recompensada. Claro, o resultado continha um elemento de acaso, já que eu poderia ter ficado ali por horas sem conseguir obter a imagem desejada."
A imagem mostra uma carruagem passando por uma paisagem urbana de neve. O efeito de desfoque da neve dá à imagem uma atmosfera impressionista. Posteriormente, a foto foi erroneamente datada pelo autor, tendo sido tirada em 22 de fevereiro de 1892, mas só poderia ter sido feita no ano seguinte, em 22 de fevereiro de 1893, a julgar pelas descrições meteorológicas de ambos os dias.
Há gravuras da imagem na National Gallery of Art, Washington, DC, no Metropolitan Museum of Art de Nova York, no Museum of Modern Art de Nova York, no Minneapolis Institute of Arts, entre outras coleções.